# Piton des Songes
Pour les articles homonymes, voir Piton (homonymie).
Le piton des Songes est un sommet montagneux de l'île de La Réunion, département d'outre-mer français dans le sud-ouest de l'océan Indien. Il est situé sur le territoire communal de La Plaine-des-Palmistes, dans les Hauts de La Réunion. Il s'agit d'un lieu de pèlerinage catholique accueillant chaque année, le 14 septembre, une foule célébrant la fête de la Croix glorieuse. En 2008, par exemple, quelque 7 000 fidèles font le déplacement, surtout des personnes âgées et quelques familles avec leurs enfants.
Deux sentiers permettent de faire le tour du piton des Songes.

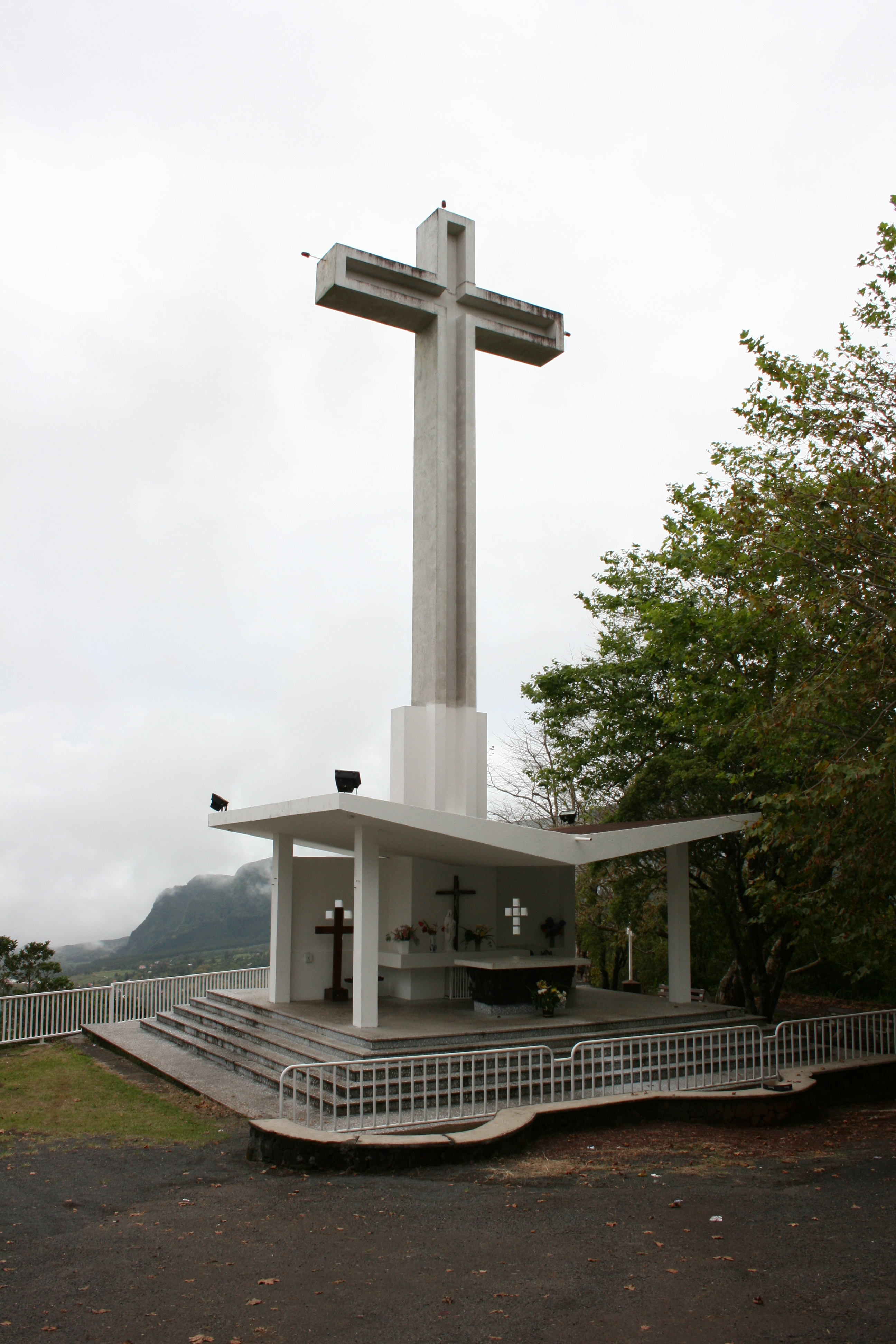
Vue de la grande croix au sommet du piton des Songes.